# World Series of Poker 2010
De World Series of Poker 2010 begon op 28 mei en duurde tot en met 17 juli. Het was de 41ste editie van de World Series of Poker, het grootste pokerevenement ter wereld. Alle 57 toernooien werden gehouden in het Rio All-Suite Hotel and Casino in Las Vegas. Het hoofdtoernooi van de WSOP was het Main Event, een $10.000 No Limit Hold'em toernooi. De finale van dit toernooi werd in de editie 2010 gespeeld op 6 november. 

## Toernooien
| #  | Event                                                         | Winnaar            | Prijs      | Tweede                 | Deelnemers |
| -- | ------------------------------------------------------------- | ------------------ | ---------- | ---------------------- | ---------- |
| 1  | $500 Casino Employees No Limit Hold'em                        | Hoai Pham          | $71.424    | Arthur Vea             | 721        |
| 2  | $50.000 The Poker Player's Championship (8-Game)              | Michael Mizrachi   | $1.559.046 | Vladimir Schmelev      | 116        |
| 3  | $1.000 No Limit Hold'em                                       | Aadam Daya         | $625.872   | Deepak Bhatti          | 4.345      |
| 4  | $1.500 Omaha Hi-Low Split-8 or Better                         | Michael Chow       | $237.140   | Dan Heimiller          | 818        |
| 5  | $1.500 No Limit Hold'em                                       | Praz Bansi         | $515.501   | Vincent Jacques        | 2.092      |
| 6  | $5.000 No Limit Hold'em Shootout                              | Joshua Tieman      | $441.692   | Neil Channing          | 358        |
| 7  | $2.500 2-7 Triple Draw Lowball                                | Peter Gelencser    | $180.730   | Raphael Zimmerman      | 291        |
| 8  | $1.500 No Limit Hold'em                                       | Pascal LeFrancois  | $568.974   | Max Steinberg          | 2341       |
| 9  | $1.500 Pot Limit Hold'em                                      | James Dempsey      | $197.470   | Steve Chanthabouasy    | 650        |
| 10 | $10.000 Seven Card Stud Championship                          | Men Nguyen         | $394.807   | Brandon Adams          | 150        |
| 11 | $1.500 No Limit Hold'em                                       | Simon Watt         | $614.248   | Tom Dwan               | 2.563      |
| 12 | $1.500 Limit Hold'em                                          | Matt Matros        | $189.870   | Ahmad Abghari          | 625        |
| 13 | $1.000 No Limit Hold'em                                       | Steven Gee         | $472.479   | Matt Vance             | 3.042      |
| 14 | $1.500 No Limit 2–7 Draw Lowball                              | Yan Chen           | $92.817    | Mike Wattel            | 250        |
| 15 | $10.000 Seven Card Stud Hi-Low Split-8 or Better Championship | Frank Kassela      | $447.442   | Allen Kessler          | 170        |
| 16 | $1.500 No Limit Hold'em Six Handed                            | Carter Phillips    | $482.774   | Samuel Gerber          | 1.663      |
| 17 | $5.000 No Limit Hold'em                                       | Jason DeWitt       | $818.959   | Sam Trickett           | 792        |
| 18 | $2.000 Limit Hold'em                                          | Eric Buchman       | $203.607   | Brent Courson          | 476        |
| 19 | $10.000 No Limit 2–7 Draw Lowball Championship                | David Baker        | $294.321   | Eric Cloutier          | 101        |
| 20 | $1.500 Pot Limit Omaha                                        | John Barch         | $256.919   | Klinghammer Thibaut    | 885        |
| 21 | $1.500 Seven Card Stud                                        | Richard Ashby      | $140.467   | Christine Pietsch      | 408        |
| 22 | $1.000 Ladies No Limit Hold'em Championship                   | Vanessa Hellebuyck | $192.132   | Sidsel Boesen          | 1054       |
| 23 | $2.500 Limit Hold'em Six Handed                               | Dutch Boyd         | $234.065   | Brian Meinders         | 384        |
| 24 | $1.000 No Limit Hold'em                                       | Jeffrey Tebben     | $503.389   | J.D. McNamara          | 3.289      |
| 25 | $10.000 Omaha Hi-Low Split-8 or Better Championship           | Sam Farha          | $488.241   | James Dempsey          | 212        |
| 26 | $2.500 No Limit Hold'em Six Handed                            | William Haydon     | $630.031   | Jeffrey Papola         | 1.054      |
| 27 | $1.500 Seven Card Stud Hi-Low-8 or Better                     | David Warga        | $208.682   | Maxwell Troy           | 644        |
| 28 | $2.500 Pot Limit Omaha                                        | Miguel Proulx      | $315.311   | L.J. Klein             | 596        |
| 29 | $10.000 Limit Hold'em Championship                            | Matt Keikoan       | $425.969   | Daniel Idema           | 171        |
| 30 | $1.500 No Limit Hold'em                                       | Mike Ellis         | $581.851   | Christopher Gonzales   | 2394       |
| 31 | $1.500 H.O.R.S.E.                                             | Konstantin Puchkov | $256.820   | Al Barbieri            | 828        |
| 32 | $5.000 No Limit Hold'em Six Handed                            | Jeffrey Papola     | $667.433   | Men Nguyen             | 568        |
| 33 | $2.500 Pot Limit Hold'em/Omaha                                | Luis Velador       | $260.517   | David Chiu             | 482        |
| 34 | $1.000 Seniors No Limit Hold'em Championship                  | Harold Angle       | $487.994   | Michael Minetti        | 3.142      |
| 35 | $10.000 Heads Up No Limit Hold'em Championship                | Ayaz Mahmood       | $625.682   | Ernst Schmejkal        | 256        |
| 36 | $1.000 No Limit Hold'em                                       | Scott Montgomery   | $481.760   | Mick Carlson           | 3.102      |
| 37 | $3.000 H.O.R.S.E.                                             | Phil Ivey          | $329.840   | Bill Chen              | 478        |
| 38 | $10.000 Pot Limit Hold'em Championship                        | Valdemar Kwaysser  | $617.214   | Matt Marafioti         | 268        |
| 39 | $1.500 No Limit Hold'em Shootout                              | Steven Kelly       | $382.725   | Jeffrey King           | 1.397      |
| 40 | $2.500 Seven Card Razz                                        | Frank Kassela      | $214.085   | Maxwell Troy           | 365        |
| 41 | $1.500 Pot Limit Omaha Hi-Low Split-8 or Better               | Steve Jelinek      | $245.871   | John Gottlieb          | 847        |
| 42 | $1.500 No Limit Hold'em                                       | Dean Hamrick       | $604.222   | Thomas O'Neal          | 2.521      |
| 43 | $10.000 H.O.R.S.E. Championship                               | Ian Gordon         | $611.666   | Richard Ashby          | 241        |
| 44 | $2.500 Mixed Hold'em                                          | Gavin Smith        | $268.238   | Danny Hannawa          | 507        |
| 45 | $1.500 No Limit Hold'em                                       | Jesse Rockowitz    | $721.373   | Raymond Coburn         | 3.097      |
| 46 | $5.000 Pot Limit Omaha Hi-Low Split-8 or Better               | Chris Bell         | $327.040   | Dan Shak               | 284        |
| 47 | $1.000 No Limit Hold'em                                       | Shawn Busse        | $485.791   | Owen Crowe             | 3.128      |
| 48 | $2.500 Mixed Event                                            | Sigurd Eskeland    | $260.497   | Steve Sung             | 453        |
| 49 | $1.500 No Limit Hold'em                                       | Michael Linn       | $609.493   | Taylor Larkin          | 2.543      |
| 50 | $5.000 Pot Limit Omaha                                        | Chance Kornuth     | $508.090   | Kevin Boudreau         | 460        |
| 51 | $3.000 Triple Chance No Limit Hold'em                         | Ryan Welch         | $559.371   | Jon Eaton              | 965        |
| 52 | $25.000 No Limit Hold'em Six Handed                           | Dan Kelly          | $1.315.518 | Shawn Buchanan         | 191        |
| 53 | $1.500 Limit Hold'em Shootout                                 | Brendan Taylor     | $184.950   | Ben Yu                 | 548        |
| 54 | $1.000 No Limit Hold'em                                       | Marcel Vonk        | $570.960   | David Peters           | 3.844      |
| 55 | $10.000 Pot Limit Omaha Championship                          | Daniel Alaei       | $780.599   | Miguel Proulx          | 346        |
| 56 | 2.500 No Limit Hold'em                                        | Tomer Berda        | $825.976   | Vladimir Kochelaevskiy | 1.941      |
| 57 | $10.000 World Championship No Limit Hold'em (het Main Event)  | Jonathan Duhamel   | $8.944.138 | John Racener           | 7.319      |

## Main Event
Op de WSOP begonnen 7319 spelers aan het Main Event in de hoop zich te plaatsen voor de sinds 2008 gehouden November Nine, waarin de negen laatst overgebleven spelers in november plaatsnemen aan de finaletafel van het hoofdtoernooi.

### November Nine
- Stoel 1:  Jason Senti met 7.625.000 chips
- Stoel 2:  Joseph Cheong met 23.525.000 chips
- Stoel 3:  John Dolan met 46.250.000 chips
- Stoel 4:  Jonathan Duhamel met 65.975.000 chips
- Stoel 5:  Michael Mizrachi met 14.450.000 chips
- Stoel 6:  Matthew Jarvis met 16.700.000 chips
- Stoel 7:  John Racener met 19.050.000 chips
- Stoel 8:  Filippo Candio met 16.400.000 chips
- Stoel 9:  Cuong Nguyen met 9.650.000 chips

### Resultaat Finaletafel
| Plaats | Naam             | Prijs        |
| ------ | ---------------- | ------------ |
| 1ste   | Jonathan Duhamel | $8.944.310,- |
| 2de    | John Racener     | $5.545.955,- |
| 3de    | Joseph Cheong    | $4.130.049,- |
| 4de    | Filippo Candio   | $3.092.545,- |
| 5de    | Michael Mizrachi | $2.332.992,- |
| 6de    | John Dolan       | $1.772.959,- |
| 7de    | Jason Senti      | $1.356.720,- |
| 8ste   | Matthew Jarvis   | $1.045.743,- |
| 9de    | Cuong Soi Nguyen | $811.823,-   |

## WSOP Player of the Year
De WSOP reikt sinds 2004 een WSOP Player of the Year-award uit aan de speler die tijdens de betreffende jaargang de meeste punten scoort. Hiervoor tellen alleen toernooien mee waaraan iedereen mee kan doen, de spelen die alleen toegankelijk zijn voor vrouwen, senioren en casino-medewerkers niet. In 2006 en 2007 werd de uitkomst van het Main Event en het $50.000 H.O.R.S.E.-toernooi ook niet meegeteld. In 2008 telde het laatstgenoemde toernooi wel mee, het Main Event niet. Sinds 2009 tellen alle vrij toegankelijke toernooien mee, inclusief het Main Event.
Van 2004 tot en met 2010 telden alleen toernooien van de originele World Series of Poker in de Verenigde Staten mee voor het Player of the Year-klassement. Vanaf 2011 worden ook de resultaten van de World Series of Poker Europe en vanaf 2013 ook die van de World Series of Poker Asia Pacific meegerekend. Organisator Bluff Magazine paste in 2011 het scoresysteem aan en sindsdien beïnvloeden ook de inschrijfgelden en grootte van de deelnemersvelden het aantal punten dat spelers per evenement kunnen halen.
WSOP Player of the Year 2010 werd Frank Kassela, die zich dat jaar zes keer naar een geldprijs speelde, waarbij hij twee keer een toernooi won en hij daarnaast nog een finaletafel bereikte.